# New Bloomfield (Pennsylvania)
New Bloomfield település az Amerikai Egyesült Államok Pennsylvania államában, Perry megyében, melynek megyeszékhelye is. Lakosainak száma 1219 fő (2020. április 1.).

## Népesség
A település népességének változása:

| 2010 | 1 247 |
| 2020 | 1 219 |